# Zelomorpha confusa
Zelomorpha confusa är en stekelart som beskrevs av Gupta och Bhat 1972. Zelomorpha confusa ingår i släktet Zelomorpha och familjen bracksteklar. Inga underarter finns listade i Catalogue of Life.